# Grant Green
Grant Green (* 6. Juni 1935 in St. Louis; † 31. Januar 1979 in New York) war ein US-amerikanischer Jazzgitarrist und Komponist.

## Werdegang
Green trat bereits mit 13 Jahren als Musiker auf. In jungen Jahren wurde er durch die Musik von Charlie Christian und Charlie Parker beeinflusst. Zunächst spielte er Boogie-Woogie, später wechselte er zum Rhythm and Blues und zum Jazz. Seine erste Aufnahme in St. Louis nahm er mit dem Tenorsaxophonisten Jimmy Forrest auf; der Schlagzeuger der Band war Elvin Jones, der Pianist Harold Mabern. Weiterhin spielte er in den Bands von Sam Lazar (1960) und Jack Murphy. Schließlich wurde er von Lou Donaldson entdeckt, als er in einer Bar in St. Louis spielte. Nach einer Tournee mit Donaldson kam er im Herbst 1960 nach New York.
Donaldson machte ihn mit Alfred Lion von Blue Note Records bekannt. Lion war von Grant so beeindruckt, dass er ihn direkt als Bandleader engagierte. Diese Beziehung hielt, bis auf wenige Ausnahmen, über die gesamten 1960er Jahre. Zwischen 1960 und 1965 nahm er bei Blue Note als Leader oder Bandmitglied mehr Platten auf als irgendjemand sonst; zu seinen herausragenden Alben gehörten seine Quartettaufnahmen mit Sonny Clark 1961/62, Blue and Sentimental mit Ike Quebec und das Album Idle Moments mit Joe Henderson und Bobby Hutcherson. Sein erstes Album als Bandleader war „Grant´s First Stand“. Seine lineare Gitarrenarbeit in den Orgeltrios von Jack McDuff, John Patton und Larry Young galt damals als richtungsweisend. Er spielte mit Jazzgrößen wie z. B. Hank Mobley (Workout, 1961), Lee Morgan (Search for the New Land, 1964), Ike Quebec und Stanley Turrentine.
Grant wurde von Down Beat als Bester Newcomer des Jahres 1962 gewählt.
Im Jahre 1966 verließ Grant Blue Note, um Platten für verschiedene andere Label, darunter Verve Records, aufzunehmen. Zwischen 1967 und 1969 nahm er aufgrund persönlicher Probleme und der Begleiterscheinungen seiner Heroinsucht keine Platten auf.
1969 kam er mit einer mehr Funk-orientierten Band zurück auf die Bühne. In diese Periode fiel auch der kommerzielle Erfolg Green Is Beautiful und der Soundtrack zum Film The Final Comedown. Grant verließ Blue Note abermals im Jahre 1974, um kommerziellere Projekte zu verfolgen.
Das Jahr 1978 verbrachte Grant zum größten Teil im Krankenhaus. Gegen den Rat seiner Ärzte ging er wieder auf Tournee. In New York spielte er mit George Benson. Grant starb am 31. Januar 1979 im Alter von 43 Jahren an einem Herzinfarkt. Er wurde in seinem Heimatort St. Louis begraben und hinterließ sechs Kinder.

## Rezeption
Im Rahmen der Acid-Jazz-Welle Ende der Achtzigerjahre wurden die Platten und der Sound von Grant Green von einem neuen Publikum entdeckt. Samples aus seinen Stücken fanden zu Beginn der Neunzigerjahre im Hip-Hop häufige Verwendung.

### Samples
- 1991: A Tribe Called Quest – Vibes and Stuff (The Low End Theory, Jive Records) enthält ein Sample von Down Here on the Ground (Alive!, Blue Note, 1970)
- 1991: Cypress Hill – Stoned Is the Way of the Walk (Cypress Hill, Ruffhouse) enthält ein Sample von Down Here on the Ground (Alive!, Blue Note, 1970)
- 1992: Eric B. & Rakim – Kick Along (Don't Sweat the Technique, MCA 1992) enthält ein Sample aus Upshot (Carryin’ On, Blue Note, 1970)
- 1992: Public Enemy – Gotta Do What I Gotta Do (Greatest Misses, Def Jam) enthält ein Sample aus Ain't It Funky Now (Green Is Beautiful, Blue Note, 1970)
- 1993: Us3 – Tukka Yoot's Riddim (Hand on the Torch, Blue Note) enthält ein Sample aus Sookie Sookie (Alive!, Blue Note, 1970)
- 1996: Étienne de Crécy – Prix Choc (Super Discount) enthält ein Sample aus Hurt So Bad (Carryin' On, Blue Note, 1969)
- 2012: Kendrick Lamar verwendete Samples aus Maybe Tomorrow (von Visions, 1971) für seinen Titel Sing About Me, I'm Dying Of Thirst (auf Good Kid, M.A.A.D City).[4]
- 2017: Mr. Jukes (Jack Steadman vom Bombay Bicycle Club) verwendete ein Exzerpt aus Ain’t It Funky Now für den Titel Grant Green (feat. Charles Bradley) (auf dem Album God First, Island Records, 2017)

## Diskografie (Auswahl)

### Bandleader
- The Holy Barbarian, St. Louis, 1959 (Uptown, 1959), mit Sam Lazar, Bob Graf, Chauncey Williams
- Space Flight (Cawthron, 1960), mit Sam Lazar
- 1960: First Session (Blue Note Records, 2001)
- 1961: Grant’s First Stand (Blue Note, BLP 4064)
- 1961: Green Blues (Muse Records, MR-5014; 1973)
- 1961: Green Street (Blue Note, BLP 4071)
- 1961: Sunday Mornin’ (Blue Note, BLP 4099; 1962)
- 1961/62: The Complete Quartets with Sonny Clark (Blue Note; 1997)
- 1962: Born to Be Blue (Blue Note; 1985)
- 1962: Feelin’ the Spirit (Blue Note; 1963)
- 1962: Nigeria (Blue Note; 1980)
- 1963: Blues for Lou (Blue Note; 1999)
- 1963: Idle Moments (Blue Note, BLP 4154; 1965)
- 1964: Talkin’ About! (Blue Note)
- 1966: Street of Dreams (Blue Note; 1966)
- 1969: Carryin’ On (Blue Note; 1970)
- 1969/70: Funk in France: From Paris to Antibes (1969–1970) (Resonance, ee. 2018)
- 1970: Green Is Beautiful (Blue Note, BST 84342)
- 1970: Alive! (Blue Note)
- 1971: Live at Club Mozambique (Blue Note; 2006)
- 1972: Live at the Lighthouse (Blue Note)
- 1979: Matador  (Blue Note)

### Begleitmusiker
- 1959: Jimmy Forrest - All the Gin Is Gone (Delmark Records; 1965)
- 1961: Hank Mobley – Workout (Blue Note, BLP 4031; 1962)
- 1961: Sonny Red with Blue Mitchell & Grant Green – Images (Jazzland)
- 1961: Sonny Red with Grant Green & Barry Harris – The Mode (Jazzland, JLP 59)
- 1963: Jimmy Smith – I’m Movin’ On (Blue Note; 1967)
- 1963: Herbie Hancock – My Point of View (Blue Note)
- 1964: Lee Morgan – Search for the New Land (Blue Note; 1966)

für Jack McDuff
- 1961: The Honeydripper (Prestige, PR 7199)
- 1961: Goodnight, It's Time to Go (Prestige, PR 7220)

für Lou Donaldson
- 1961: Here ’Tis (Blue Note)
- 1962: The Natural Soul (Blue Note; 1963)
- 1963: Good Gracious! (Blue Note; 1964)
- 1965: Musty Rusty (Cadet)

für Charles Kynard
- 1969: The Soul Brotherhood (Prestige, PR 7630), mit Blue Mitchell (tp) u. a.
- 1970: Afro-Disiac (Prestige, PR 7796)

für Reuben Wilson
- 1969: Love Bug (Blue Note), mit Idris Muhammad, Lee Morgan u. a.

für Don Patterson
- 1969: Brothers-4 mit Sonny Stitt (Prestige)
- 1970: Donny Brook mit Sonny Stitt (Prestige)
- 1971: Tune Up! (Prestige)

## Lexigraphische Einträge
- Carlo Bohländer, Karl Heinz Holler: Reclams Jazzführer (= Reclams Universalbibliothek. Nr. 10185/10196). Reclam, Stuttgart 1970, ISBN 3-15-010185-9.
- Ian Carr, Digby Fairweather, Brian Priestley: Rough Guide Jazz. Der ultimative Führer zur Jazzmusik. 1700 Künstler und Bands von den Anfängen bis heute. Metzler, Stuttgart/Weimar 1999, ISBN 3-476-01584-X.
- Leonard Feather, Ira Gitler: The Biographical Encyclopedia of Jazz. Oxford University Press, New York 1999, ISBN 0-19-532000-X.